# Sócrates Gómez
Sócrates Gómez Pérez (Vigo, 27 de julio de 1914–Madrid, 18 de enero de 1989) fue un periodista y político español, miembro del Partido Socialista Obrero Español (PSOE).

## Biografía
Nacido el 27 de julio de 1914 en Vigo, provincia de Pontevedra, era hijo del destacado dirigente socialista José Gómez Osorio, que había sido fundador del Sindicato Nacional Ferroviario de la UGT, miembro de la Ejecutiva del PSOE y el último gobernador civil del Madrid republicano, y que sería fusilado por la dictadura franquista en febrero de 1940, Sócrates Gómez creció en el seno del movimiento obrero. Se afilió a las Juventudes Socialistas durante su más temprana juventud llegando a puestos dirigentes poco antes de la proclamación de la Segunda República. En 1931 ingresó en la redacción de El Socialista en la que trabajó durante todo el periodo republicano hasta el comienzo de la guerra civil española el 18 de julio de 1936. Entonces combatió como miliciano en diversos frentes, hasta más tarde pasar al Comisariado General de Guerra (máxima dirección de los comisarios políticos en el Ejército Popular) y ser elegido director de La Voz del Combatiente, órgano del mismo. En el mismo periodo, tras participar como fundador en el nacimiento de las Juventudes Socialistas Unificadas (JSU), criticará posteriormente su evolución hacia las posturas del estalinismo dominante encabezadas por su secretario, Santiago Carrillo, y tratará de dirigir en 1938 una recuperación de la autonomía organizativa y política de las Juventudes Socialistas. 
Permaneció en su puesto hasta el último día de la Guerra Civil y fue detenido en el puerto de Alicante en abril de 1939 como miles de refugiados de la represión franquista, que sufrirá al pasar por los campos de concentración establecidos en la costa valenciana, la prisión de Orihuela y el Reformatorio de Adultos de Alicante. En julio de ese año fue llevado preso a la cárcel de Porlier en Madrid (el mismo estado en el que se encontraba toda su familia directa, y donde fue testigo de las últimas horas de su padre antes de su fusilamiento el 24 de febrero de 1940); de allí salió en libertad vigilada en mayo de 1941. Nada más salir de la cárcel pasa de nuevo a la lucha clandestina y es detenido al año siguiente, iniciando así un periplo de entradas y salidas de prisión. En julio de 1944 acepta presidir la Comisión Ejecutiva de las JSE en el interior. En febrero de 1945 volvió a ser detenido, siendo juzgado por un consejo de guerra sumarísimo junto al resto de dirigentes de la Alianza Nacional de Fuerzas Democráticas, frente impulsado por la oposición antifranquista. Debido a la condena impuesta pasa por diversas prisiones (entre ellas, la de Yeserías en Madrid) hasta que sale en libertad condicional de la prisión de Guadalajara en septiembre de 1951. Se exilia posteriormente durante unos años en Londres a partir de 1960.
Durante la Transición continúa sus labores militantes y directivas en el PSOE, por el que es elegido diputado en las primeras elecciones tras la dictadura, el 15 de junio de 1977. Tras las elecciones municipales de 1979 se incorpora a la Diputación Provincial de Madrid como vicepresidente. En esos años criticó duramente la evolución política del proyecto encabezado por Felipe González y defendió la vigencia ideológica para el PSOE del marxismo.
Durante los últimos años de su vida fue diputado en la I y en la II legislatura de la Asamblea de Madrid entre 1983 y su fallecimiento en 1989 (donde fue portavoz socialista en la Comisión de Derechos Humanos) y senador en las Cortes Generales por designación de la Asamblea de Madrid entre 1983 y 1987.